# Mer de Glace
La Mer de Glace (Mar de Hielo) es un glaciar que se encuentra en las laderas norte del macizo del Mont Blanc, en los Alpes franceses. Con 7 kilómetros de largo y 200 metros de profundidad, es el glaciar más largo de Francia.

## Geografía
Se origina a una altitud de 2400 m s. n. m. donde lo alimenta la confluencia del glaciar de Géant, glaciar de Lechaud y Cascada de Talèfre, al norte del Mont Tacul, y desciende hasta los 1400 m. Fluye en dirección norte-noroeste entre la Aiguille du Moine al este y Trélaporte al oeste. El Grand Dru queda al noreste. En el pasado se veía fácilmente desde Chamonix, pero se ha reducido y actualmente apenas se ve desde abajo.
Fue el primer lugar en el valle de Chamonix que tuvo atracciones turísticas ya preparadas. 
La Mer de Glace, como todos los glaciares, está constantemente renovado bajo el efecto de dos fenómenos: acumulación, notablemente debido a la nieve, y la ablación, esencialmente debida al derretimiento. La Mer de Glace fluye permanentemente bajo el efecto de su propio peso, formando en la corteza crevasses, seracs o bolsillos de agua para formarse, dependiendo del tipo de terreno.
La velocidad del glaciar, aunque no es perceptible a simple vista, es considerable, desde más de 120 metros al año en la parte superior, hasta alrededor de 90 metros al año en la región de Montenvers, lo que significa alrededor de un centímetro por hora.
Tan pronto como las tensiones se intensifican, el glaciar se deforma y aparecen las grietas (crevasses). Estas son marcadamente transversales. Cuando hay una intensa actividad de crevasses, la ruptura del glaciar por estas grietas forma bloques de seracs.
Los objetos no identificados, de variable profundidad, dependiendo de su posición, pueden alcanzar los 50 metros. Siempre se forman en el mismo lugar debido a la forma del valle glaciar por el que fluye. Desapareciendo corriente abajo, se renuevan corriente arriba.

## Historia
En los siglos XVIII y XIX el glaciar descendió hasta el fondo del valle, alcanzando la aldea de Les Bois, por lo que era conocido como glaciar des Bois. En aquella época el río Arveyron surgía desde el glaciar bajo una bóveda parecida a una gruta (grotte d'Arveyron) y atrajo a pintores y fotógrafos más tarde, por ejemplo J.M.W. Turner y su "Fuente del Arveron en el Valle de Chamouni Savoy", 1816. La posición de su extremo delantero ha fluctuado a lo largo de los años, pero su máxima extensión fue a mediados del siglo XIX.

## Generación de electricidad
Las aguas subglaciales de la Mer de Glace se utilizan estacionalmente por EDF para la producción de energía hidroeléctrica. Túneles excavados bajo el glaciar recogen el agua de la base del glaciar y la canalizan hasta una planta de energía hidroeléctrica en el valle. Esta agua se descarga en el Arveyron corriente abajo.